# Houma (Luisiana)
Houma é uma cidade localizada no estado americano de Luisiana, na Paróquia de Terrebonne.

## Demografia
Segundo o censo americano de 2000, a sua população era de 32.393 habitantes.
Em 2006, foi estimada uma população de 32.657, um aumento de 264 (0.8%).

## Geografia
De acordo com o United States Census Bureau tem uma área de
36,6 km², dos quais 36,3 km² cobertos por terra e 0,3 km² cobertos por água. Houma localiza-se a aproximadamente 1 m acima do nível do mar.

## Localidades na vizinhança
O diagrama seguinte representa as localidades num raio de 20 km ao redor de Houma.